# Hyperolius minutissimus
Espèce
Statut de conservation UICN

 VU B1ab(iii) : Vulnérable
Hyperolius minutissimus est une espèce d'amphibiens de la famille des Hyperoliidae.

## Répartition
Cette espèce est endémique de Tanzanie. Elle se rencontre entre 1600 et 2 010 m d'altitude dans les monts Udzungwa et à Njombe,.

## Publication originale
- Schiøtz, 1975 : The Treefrogs of Eastern Africa. Copenhagen, Steenstrupia, p. 1–232.